# Терлаго
Терлаго, Терлаґо (італ. Terlago) — колишній муніципалітет в Італії, у регіоні Трентіно-Альто-Адідже,  провінція Тренто. З 1 січня 2016 року Терлаго є частиною новоствореного муніципалітету Валлелагі.
Терлаго розташоване на відстані близько 490 км на північ від Рима, 7 км на північний захід від Тренто.
Населення — 2032 особи (2014).

## Демографія
Населення за роками:

Станом на 31 грудня 2014 року в муніципалітеті офіційно проживав 81 іноземець з 28 країн, серед них 43 громадяни країн Євросоюзу та 2 громадяни України.

## Сусідні муніципалітети
- Андало
- Фай-делла-Паганелла
- Лавіс
- Мольвено
- Тренто
- Веццано
- Цамбана